# Éclectisme
Pour l’article homonyme, voir Éclectisme (architecture).
L’éclectisme (du grec ἐκλεκτικός / eklektikós : « apte à choisir, qui choisit ») est une attitude philosophique consistant à sélectionner dans plusieurs philosophies les éléments qui paraissent intéressants pour constituer un système propre complet. Cette attitude a pu être celle d'artistes dont le style peut être qualifié d'éclectique. Ainsi un style éclectique a été largement partagé tant par des architectes (éclectiques) que des peintres ou sculpteurs et surtout dans les arts décoratifs au cours de la seconde moitié du XIXe siècle de la culture occidentale.

## Histoire
On nomma d'abord éclectiques les philosophes d'Alexandrie qui, pour se composer un système, avaient choisi dans chacune des sectes de philosophes grecs ce qui leur paraissait le plus sage. Potamon et Ammonius Saccas furent les premiers. Cette secte, qui s'attacha surtout à la conciliation de Platon et d'Aristote, donna bientôt naissance au nouveau platonisme, avec lequel on la confond ordinairement, et dont Plotin est le principal représentant.
Dans l'article « Éclectisme » de l'Encyclopédie, Diderot se livre à une défense de la méthode éclectique en philosophie. Il l'oppose aussi bien au dogmatisme, c'est-à-dire au sectarisme philosophique, qu'au syncrétisme qui s'efforce de juxtaposer des systèmes contradictoires.
C'est le nom d'éclectisme qu'adopta l'école de Victor Cousin en France dans le domaine de l'histoire de la philosophie. Il s'agit de « faire sortir de l'étude des systèmes... un système qui soit à l'épreuve de la critique ». Chaque école de philosophie se trouve ainsi soit condamnée soit justifiée. Néanmoins, seule la méthode historique est éclectique. Victor Cousin présente sa philosophie comme un spiritualisme, parce qu'elle prend parti dans l'histoire pour les philosophies de la raison. Il distingue l'éclectisme du « syncrétisme aveugle » de l'école d'Alexandrie, lequel consisterait seulement à rapprocher des systèmes contraires.

### L'éclectique selon Diderot
« L'éclectique est un philosophe qui foulant aux pieds le préjugé, la tradition, l'ancienneté, le consentement universel, l'autorité, en un mot tout ce qui subjugue la foule des esprits, ose penser de lui-même, remonter aux principes généraux les plus clairs, les examiner, les discuter, n'admettre rien que sur le témoignage de son expérience et de sa raison; et de toutes les philosophies qu'il a analysées sans égard et sans partialité, s'en faire une particulière et domestique qui lui appartienne. »
— Denis Diderot, L’Encyclopédie, 1re  éd., t. 5, 1751 (lire sur Wikisource), p. 270-293.

## Source partielle
- Marie-Nicolas Bouillet  et Alexis Chassang (dir.), « Éclectisme » dans Dictionnaire universel d’histoire et de géographie, 1878 (lire sur Wikisource)